# Chaco melloleitaoi
Espèce
Synonymes
- Neostothis melloleitaoi Bücherl, Timotheo & Lucas, 1971

Chaco melloleitaoi est une espèce d'araignées mygalomorphes de la famille des Pycnothelidae.

## Distribution
Cette espèce est endémique de l'État de Rio de Janeiro au Brésil,. Elle se rencontre vers Tijuca.

## Systématique et taxinomie
Cette espèce a été décrite sous le protonyme Neostothis melloleitaoi par Bücherl, Timotheo et Lucas en 1971. Elle est placée dans le genre Chaco par Raven en 1985.

## Étymologie
Cette espèce est nommée en l'honneur de Cândido Firmino de Mello-Leitão.

## Publication originale
- Bücherl, Timotheo & Lucas, 1971 : « Revisão de alguns tipos de aranhas caranguejeiras (Orthognatha) estabelecidos por Cândido de Mello-Leitão e depositados no Museu Nacional do Rio. » Memórias do Instituto Butantan, vol. 35, p. 117-138.